# Tectaria pinnata
Tectaria pinnata là một loài thực vật có mạch trong họ Dryopteridaceae. Loài này được (C. Chr.) R.M. Tryon & A.F. Tryon miêu tả khoa học đầu tiên năm 1981.